# 파라데슈트라세역
파라데슈트라세역(U-Bahnhof Paradestraße)은 베를린 템펠호프쇠네베르크구 템펠호프에 있는 U6의 역이다.

## 역사
1927년 9월 10일 CII의 남부 연장 당시 공항역(Flughafen)으로 개업했다. 1929년 템펠호프역으로 연장되기 전까지는 종착역이었다. 알프레드 그레난데르가 설계했으며, 공항철도 기능을 수행하도록 베를린 템펠호프 공항으로 가는 통로로 연결되는 큰 대합실과 넓은 승강장이 특징이었다.
1930년대 당시에 베를린 템펠호프 공항의 증축 공사가 진행되었고, 에른스트 자게빌(Ernst Sagebiel)이 새로운 터미널을 설계했다. 이 계획은 세계수도 게르마니아 계획의 일부이기도 했다. 1937년 1월에는 공항역이라는 이름을 플라츠 데어 루프트브뤼케역에 내 주고 파라데슈트라세역으로 개명되었다. 과거 템펠호퍼 펠트의 독일군 주둔지의 열병식 공간이었다는 역사적인 이유로 파라데슈트라세(Paradestraße)라는 이름이 사용되었다. 그 후 템펠호프 공항에서 파라데슈트라세역 방면으로의 출구가 폐쇄되었고, 대합실 면적은 축소되었다. 1940년대에는 폐쇄된 대합실 공간이 사격장으로 사용되었다.
1944년 1월 28일/29일 역사 상층부가 연합군에 의한 베를린 폭격 피해를 입었다. 1944년 4월 29일 천장이 무너졌고, 역 시설물과 궤도에도 피해가 생겨서 도시 철도 운행이 중단되었다. 1946년에는 프란츠베르펠슈트라세(Franz-Werfel-Straße)역으로의 개명이 예정되어 있었으나 최종적으로 진행되지는 않았다.
템펠호퍼 담(Tempelhofer Damm) 서쪽에서 파라데슈트라세의 양방향으로 이어지는 출구 두 곳은 중간 터널을 통해서 대합실과 이어지며, 템펠호퍼 담 동쪽으로 나가는 출구는 엘리베이터로 대체되었다.
역사의 색상은 원래는 모래빛이었다. 1989년/1990년에 가브리엘레 슈티를(Garbriele Stirl)의 설계에 따라서 역사 내부가 재설계되었다. 역사 내부 외벽은 흰색 세라믹 타일로 마감되었고 "색의 연속 스펙트럼의 10가지 변형"(10 Variationen eines seriellen Spektralfarbensystems)이라는 제목으로 다양한 색의 타일이 부착되었다.

## 인접 철도역
| 베를린 지하철 6호선                    | 베를린 지하철 6호선 | 베를린 지하철 6호선            |
| -------------------------------------- | ------------------- | ------------------------------ |
| 플라츠 데어 루프트브뤼케 알트테겔 방면 | U6                  | 템펠호프 알트마리엔도르프 방면 |